# Jurjevac Punitovački
Jurjevac Punitovački – wieś w Chorwacji, w żupanii osijecko-barańskiej, w gminie Punitovci. W 2011 roku liczyła 317 mieszkańców.